# Shots
Shots – trzeci singiel amerykańskiego zespołu LMFAO wydany 13 października 2009 w formacie digital download, pochodzący z debiutanckiego albumu Party Rock. Twórcami tekstu są: Jonathan Smith, Skyler Husten Gordy, Stefan Kendal Gordy i Eric Delatorre. W utworze gościnnie wystąpił raper Lil Jon.
Premiera teledysku do singla odbyła się na kanale YouTube 4 grudnia 2009. Widać w nim zespół i Lil Jona podczas imprezy.

## Formaty i lista utworów
- CD Single

1. „Shots” (Explicit version) – 3:42
2. „Shots” (Clean version) – 3:39

- digital download

1. „Shots” (Dummejungs Remix) – 5:06

## Pozycje na listach
| Lista (2010)                   | Najwyższa pozycja |
| ------------------------------ | ----------------- |
| US Billboard Heatseekers Songs | 2                 |

## Twórcy
- wokal – LMFAO i Lil Jon
- tekst – Jonathan Smith, Skyler Husten Gordy, Stefan Kendal Gordy, Eric Delatorre
- wytwórnia – Interscope, will.i.am music group, Cherrytree